# PowerBook

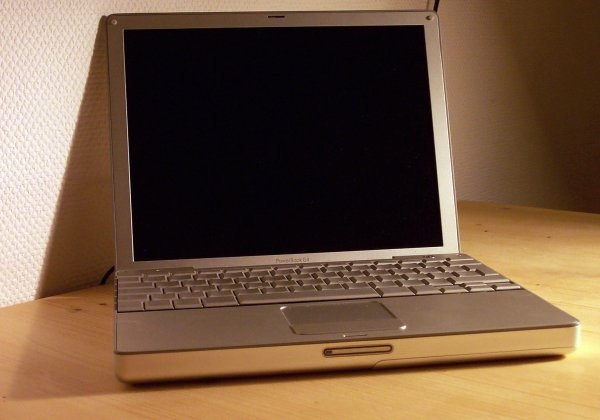
Apple PowerBook G4 12 Zoll 1,33 GHz

Das PowerBook ist ein tragbares Macintosh-Notebook von Apple.
Nachdem der erste Macintosh Portable von 1989 noch sehr schwer im Vergleich zu tragbaren DOS-Rechnern war, brachte Apple 1991 das erste Macintosh-PowerBook auf den Markt. Im Januar 2006 wurde das Nachfolgemodell, das MacBook Pro mit einem x86-Prozessor von Intel, eingeführt.

## Liste der Powerbooks
Die nachfolgend erwähnten Codenamen sind Bezeichnungen, mit denen eine neue Geräte-Generation vor ihrem Erscheinen auf dem Markt intern benannt werden.

### PowerBooks mit Motorola-680x0er-Prozessoren

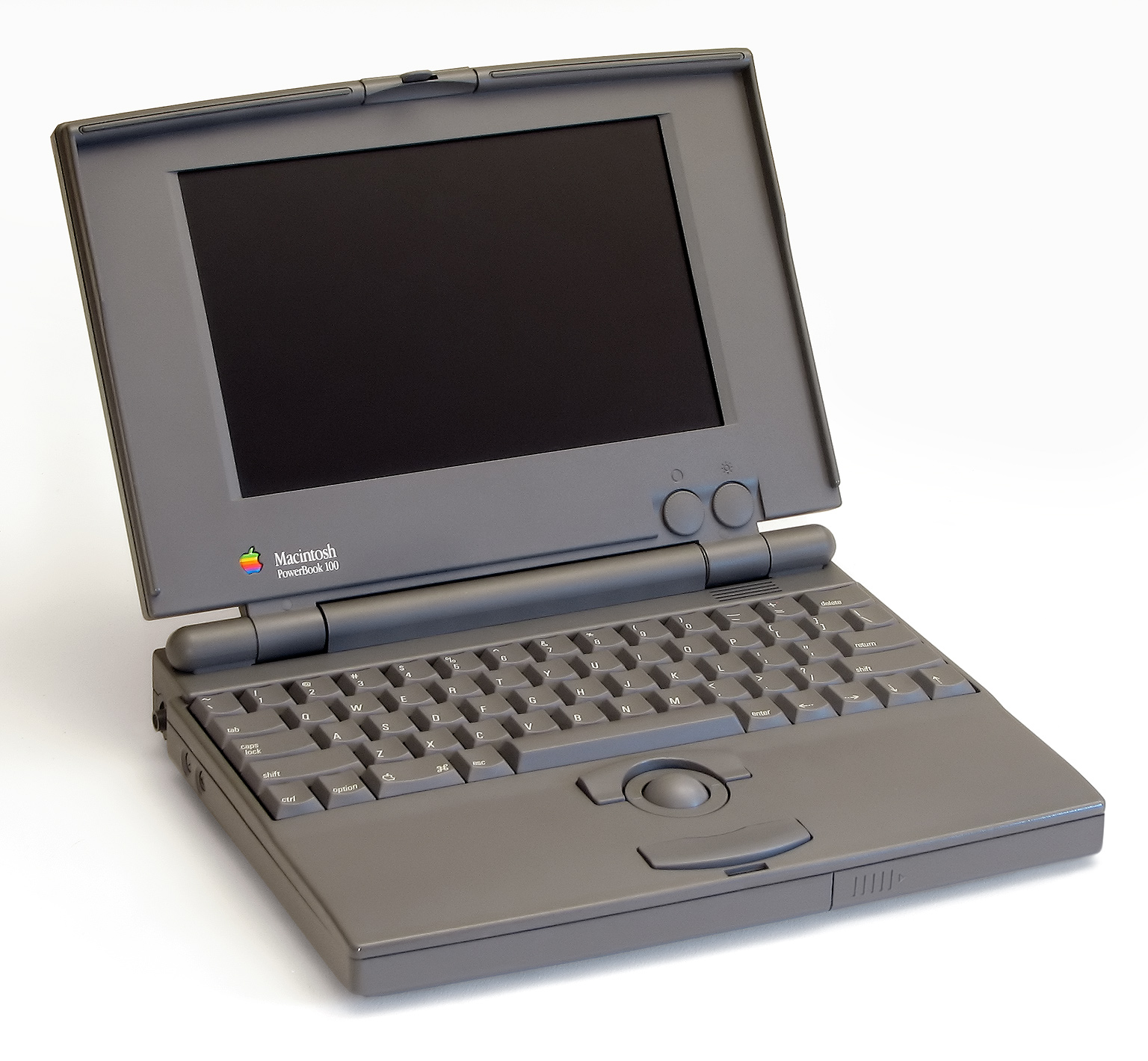
Apple PowerBook 100

- PowerBook 100 (16 MHz 68000) Codename: Derringer
- PowerBook 140 (16 MHz 68030) Codename: Leary
- PowerBook 170 (25 MHz 68030) Codename: Road Warrior
- PowerBook 145 (25 MHz 68030) Codename: Colt 45
- PowerBook 160 (25 MHz 68030) Codename: Brooks
- PowerBook 180 (33 MHz 68030) Codename: Converse
- PowerBook 145b (25 MHz 68030) Codename: Pike’s Peak
- PowerBook 165 (33 MHz 68030) Codename: Dart LC
- PowerBook 165c (33 MHz 68030) Codename: Monet
- PowerBook 180c (33 MHz 68030) Codename: Hokusai
- PowerBook 150 (33 MHz 68030) Codename: Jedi
- PowerBook 520 (25 MHz 68LC040) Codename: Blackbird LC
- PowerBook 520c (25 MHz 68LC040) Codename: Blackbird LC
- PowerBook 540 (33 MHz 68LC040) Codename: Blackbird, SR-71
- PowerBook 540c (33 MHz 68LC040) Codename: Blackbird, SR-71
- PowerBook 550c (33 MHz 68040) Codename: Blackbird, Thunder, Bonsai
- PowerBook 190 (33 MHz 68LC040) Codename: Omega, Lombard
- PowerBook 190cs (33 MHz 68LC040) Codename: Omega

### PowerBooks mit PowerPC-603-Prozessoren

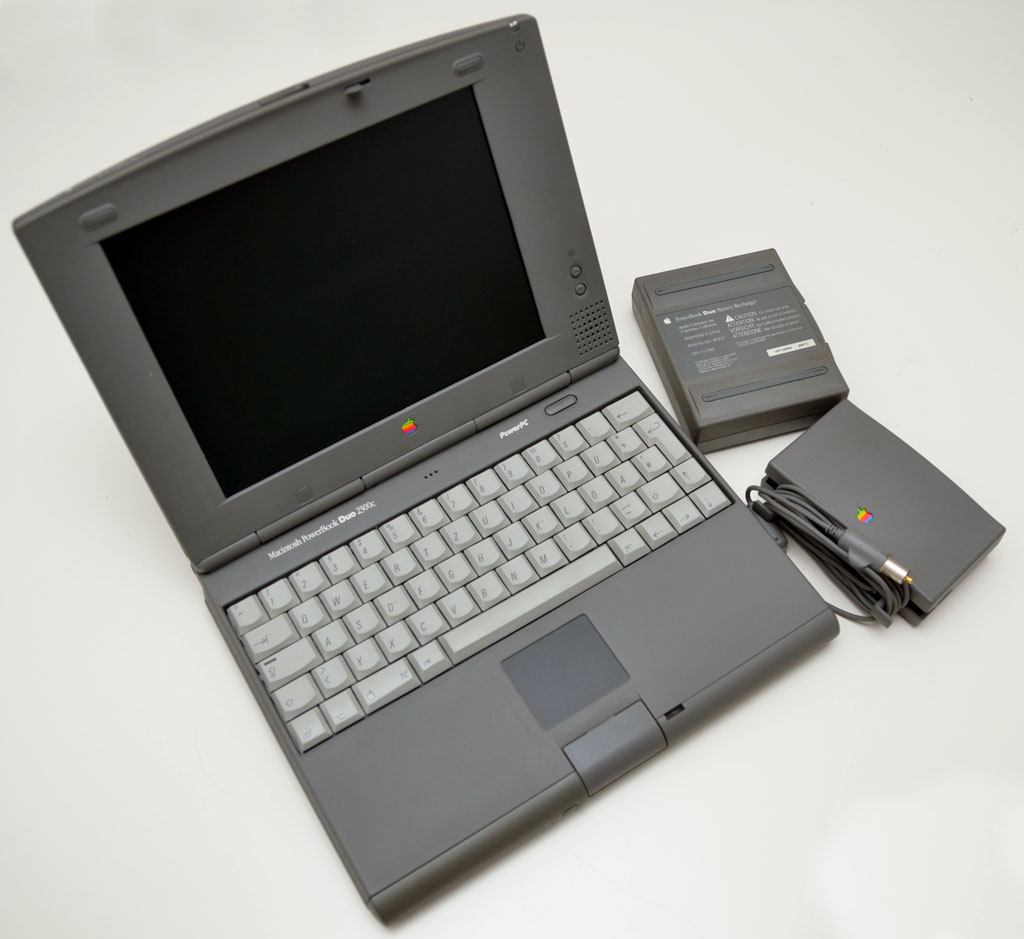
Macintosh PowerBook Duo 2300c

NuBus-Architektur
- PowerBook 5300 (100/117 MHz PPC 603e) Codename: M2
- PowerBook Duo 2300c (100 MHz PPC 603e) Codename: AJ
- PowerBook 1400 (117/133/166 MHz PPC 603e) Codename: Epic

PCI-Architektur/Old World ROM
- PowerBook 3400 (180, 200, or 240 MHz PPC 603e) Codename: Hooper
- PowerBook 2400c (180/240 MHz PPC 603e) Codename: Comet, Nautilus, Mighty Cat

### PowerBooks mit PowerPC-G3-Prozessoren

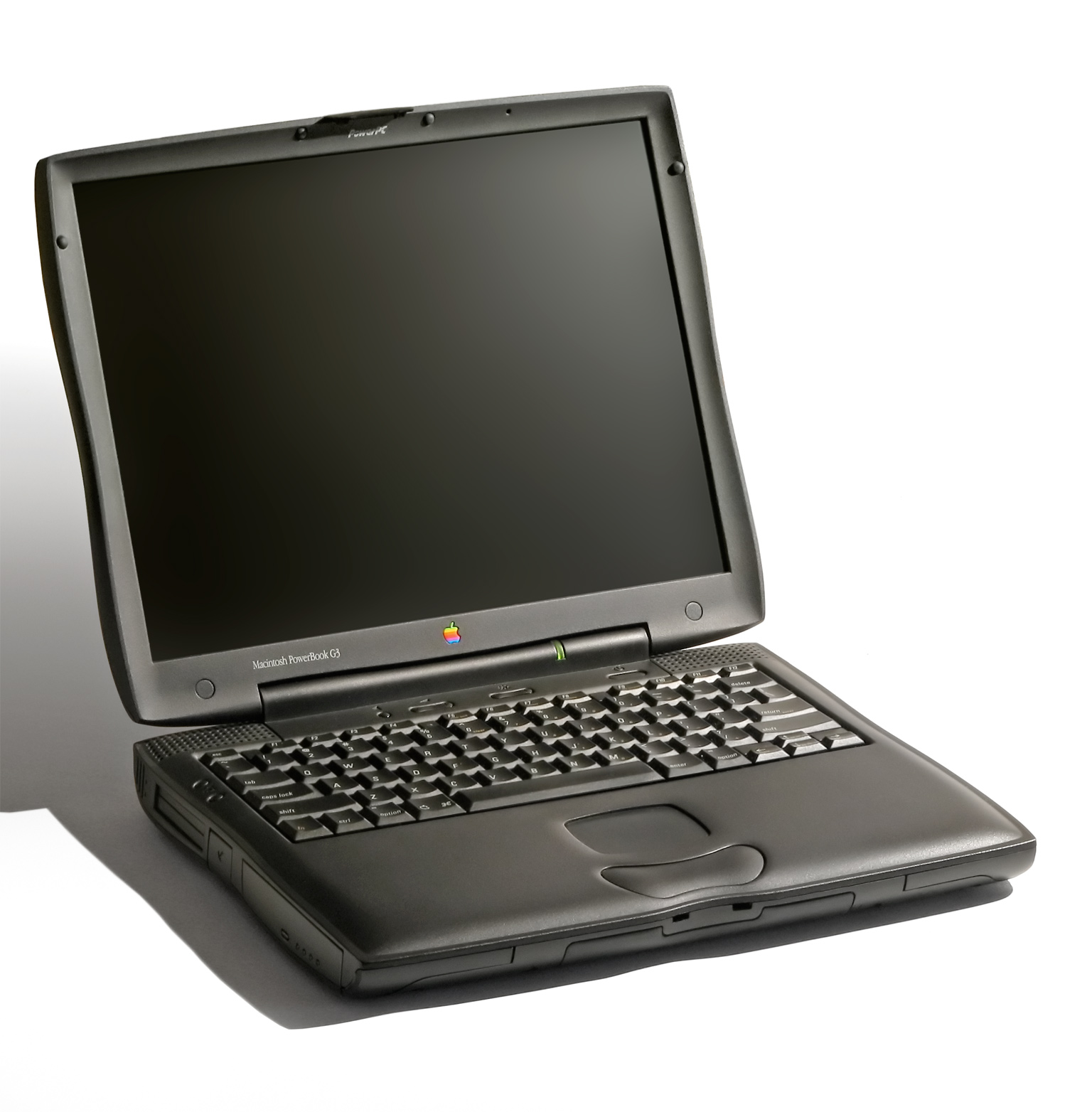
PowerBook G3 Wallstreet II

PCI-Architektur/Old World ROM
- PowerBook G3 (250 MHz PPC 750 (G3)) Codename: Kanga, 3500
- PowerBook G3 series (233, 250, or 292 MHz PPC 750 (G3)) Codename: WallStreet
- PowerBook G3 series II (233, 266, or 300 MHz PPC 750 (G3)) Codename: PDQ

PCI-Architektur/New World ROM
- PowerBook G3 (Bronze Keyboard) (333 or 400 MHz PPC 750 (G3)) Codename: Lombard
- PowerBook G3 (FireWire) (400 or 500 MHz PPC 750 (G3)) Codename: Pismo

### PowerBooks mit PowerPC-G4-Prozessoren
Titanium
Hauptartikel: PowerBook G4 Titanium
- PowerBook G4; Codename: Mercury

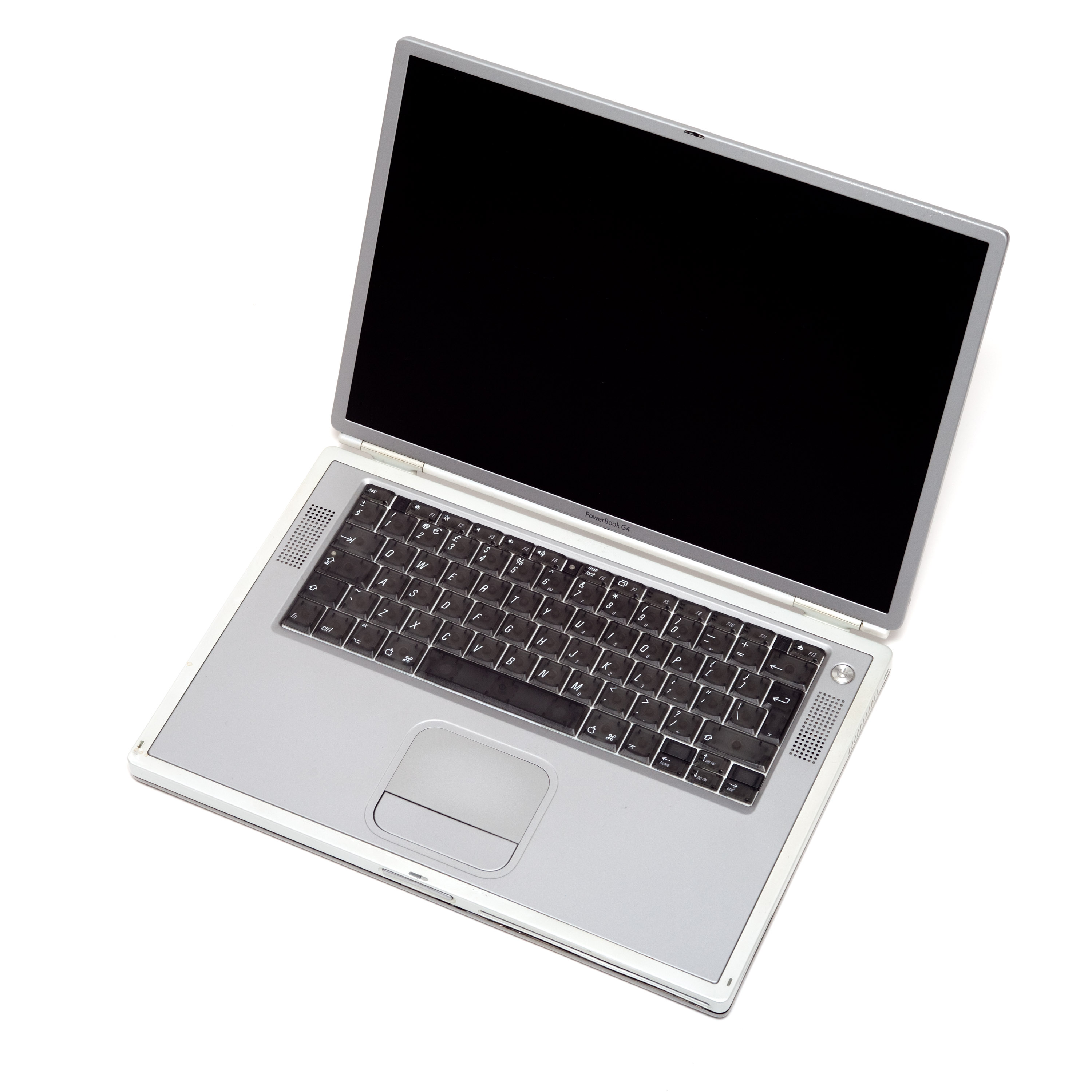
PowerBook G4 Titanium

- PowerBook G4 Gigabit-Ethernet; Codename: Onyx, P25
- PowerBook G4 DVI; Codename: Ivory
- PowerBook G4 1 GHz / 867 MHz; Codename: Antimony, P88

Aluminium
- PowerBook G4 12 Zoll; Codename: Thresher, P99
- PowerBook G4 17 Zoll; Codename: Hammerhead
- PowerBook G4 12 Zoll DVI; Codename: Q54
- PowerBook G4 15 Zoll FW 800; Codename: Q16
- PowerBook G4 17 Zoll 1,33 GHz; Codename: Q41
- PowerBook G4 12 Zoll 1,33 GHz; Codename: Q54A
- PowerBook G4 15 Zoll 1,33 / 1,5 GHz; Codename: Q16A
- PowerBook G4 17 Zoll 1,5 GHz; Codename: Q41A
- PowerBook G4 12 Zoll 1,5 GHz (letztes Modell)
- PowerBook G4 15 Zoll 1,67 GHz (letztes Modell)
- PowerBook G4 17 Zoll 1,67 GHz (letztes Modell)